# Hurleur (comics)
Pour les articles homonymes, voir Hurleur et Banshee (homonymie).
Sean Cassidy, alias le Hurleur (« Banshee » en version originale) est un super-héros évoluant dans l'univers Marvel de la maison d'édition Marvel Comics. Créé par le scénariste Roy Thomas et le dessinateur Werner Roth, le personnage de fiction apparaît pour la première fois dans le comic book X-Men #28 en janvier 1967.

## Biographie du personnage

### Origines
Sean Cassidy est un héritier d'un château ancestral en Irlande et d'une petite fortune. Il se marie avec Maeve Rourke, et travaille pour Interpol. Alors qu'il est en mission pour une longue période, sa femme apprend qu'elle était enceinte et met au monde une fille nommée Theresa. Sean n'est toujours pas rentré de mission et ne sait toujours pas qu'il est père lorsque Maeve est tuée dans un attentat en Irlande du Nord. Black Tom, le cousin de Sean, recueille l'enfant et projette de l'élever lui-même. Lorsque Cassidy revient, il est effondré d'apprendre la mort de son épouse et personne ne lui apprend l'existence de sa fille.
Cassidy quitte Interpol. Kevin Sydney découvre son existence via le groupe Facteur Trois. Il l'invite à rejoindre l'Organisation. Lorsqu'il apprit les objectifs de ce groupe, Cassidy refuse. Il est alors capturé et on lui pose un bandeau autour de la tête contenant des explosifs pour le forcer à obéir. Avec ses pouvoirs soniques, il utilise le nom du Hurleur (Banshee - en VO, en référence à l'esprit de la mythologie celtique irlandaise).

### Rencontre avec les X-Men
Cassidy est contraint d'accomplir des missions criminelles pour Facteur Trois. Lors de l'une d'elles, à New York, il fait la connaissance d'une équipe de mutants, les X-Men. Le Professeur Xavier, leur mentor, utilise ses pouvoirs télépathiques pour désarmer les explosifs et retirer le bandeau de la tête du Hurleur. Celui-ci aide alors les X-Men à combattre l'Organisation qui le manipulait.
Plusieurs années plus tard, Xavier propose au Hurleur de rejoindre un second groupe de X-Men pour porter secours aux membres fondateurs de l'équipe. Il accepte et intègre ainsi l'équipe des mutants. Plus tard, il tombe amoureux d'une alliée de Xavier, le Docteur Moira MacTaggert. Il quitte finalement les X-Men, après avoir perdu ses pouvoirs au combat.

### Tel père, telle fille
Cassidy apprend finalement l'existence de sa fille Theresa. Celle-ci a développé des pouvoirs soniques semblables et utilise le nom de Cyrène. Elle est tombée sous la coupe de son père adoptif Black Tom Cassidy, qui l'oblige à le suivre dans ses activités criminelles. Elle finit par rejoindre son père Sean, après avoir été battue par les X-Men.
Pendant un temps, le Hurleur codirige avec Emma Frost l'école des jeunes mutants du Professeur Xavier. Il est le mentor des mutants de Génération X. Moira MacTaggert est alors tuée dans une explosion liée à Mystique. Profondément bouleversé par cette mort inattendue, il sombre dans la dépression, puis l'alcoolisme, et disparaît momentanément après la dissolution de Génération X.
Cassidy ré-apparait en créant le X-Corps, un groupe de mutants aventuriers opposé aux X-Men par leurs méthodes controversées et aussi par certains des membres issus de la Confrérie des mauvais mutants. Il s'avère que le Hurleur permet à Lady Mastermind, la fille du Cerveau de manipuler les esprits des membres de l'équipe pour qu'ils restent ensemble. Mais Mystique est de mèche avec la jeune femme et, à l'insu du Hurleur, provoque la révolte des anciens mauvais mutants. Plusieurs membres du X-Corps (dont Sunpyre) sont tués dans la bataille et Mystique blesse le Hurleur à la gorge avant d'être stoppée par les X-Men.
Le Hurleur survit à l'attaque et reste hospitalisé. Cyrène, elle, part rejoindre un groupe de mutants moins engagé : la X-Corporation. La X-Corp est finalement dissoute, à la suite du Jour-M, au cours duquel Sean a été l'un des rares mutants à conserver ses pouvoirs.

### La mort du Hurleur
Le Hurleur tente de sauver un avion rempli de passagers attaqué par Vulcain en essayant de changer la trajectoire de l'avion avec son pouvoir sonique mais, n'étant pas entièrement guéri, il s'écrase contre le cockpit. Dans l'épisode suivant, Wolverine et Diablo trouvent le corps sans vie du Hurleur avec les victimes innocentes du crash. En l'apprenant, sa fille Cyrène mettra du temps à accepter sa mort.

### Le retour du Hurleur
Le Hurleur est plus tard ressuscité par Elli Bard lors des événements de Necrosha (en). Celui-ci se sert alors du virus techno organique pour le contrôler avec une armée d'autres mutants ressuscités, sous les ordres de la Reine noire du Club des Damnés, Séléné Gallio. Après la mort de Séléné et d'Elli Bard, tous deux tués par Warpath, les effets du virus se dissolvent et on ignore ce qu'est devenu le Hurleur.
Il est cependant une nouvelle fois ramené à la vie par les Jumeaux d'Apocalypse, Eimin et Uriel, qui utilisent une graine de vie et de mort pour faire de lui l’un de leurs Cavaliers de la Mort aux côtés de Sentry (Robert Reynolds), Daken Akihiro et du Moissonneur (Eric Williams). Il se retrouve ensuite confronté à l’équipe unité des Vengeurs. Vaincu, il finit en détention chez les X-Men, qui cherchent un moyen de le ramener à son état normal.

## Pouvoirs, capacités et équipement
Le Hurleur est un mutant qui possède une gorge et des cordes vocales surhumaines. Cela lui permet de générer un cri sonique qu'il utilise pour divers effets.
En complément de ses pouvoirs, Sean Cassidy est un détective doué, un bon professeur et organisateur, un lobbyiste, par ailleurs fan de musique country et un joueur de piano amateur. Il possède un permis de conduire et sait piloter les divers engins volants utilisés par les X-Men.
Au combat, c’est un stratège et un tacticien expert, un excellent combattant à mains nues, un bon tireur d’élite et un manipulateur d’explosifs et de diverses armes blanches, notamment des épées. Il est également doué pour la manipulation de diverses machines.
- Avec son cri, le Hurleur peut générer des ondes qui lui permettent de voler dans les airs à la vitesse du son (il peut porter au moins un passager avec lui)[1] ;
- Il peut aussi s'en servir de manière offensive, en faisant entrer ses ennemis dans un état de transe hypnotique, pour les désorienter, leur donner la nausée voire les assommer, ou de manière défensive pour créer un bouclier sonique qui le protège lui ou d'autres personnes d’attaques physiques[1] ;
- Il peut aussi s’en servir contre des objets pour les détruire (tel un obstacle comme un mur)[1] ;
- Il peut également utiliser les vibrations de son cri à la manière d'un radar, afin de localiser des objets[1].
- En modulant ses cris il peut contrer les équipements électroniques voulant détecter sa présence. Il peut aussi analyser, reproduire ou bloquer des vibrations soniques provenant d’autres sources[1].
- Pour se protéger des effets de ses propres pouvoirs ou de sources soniques externes, il génère automatiquement autour de lui un champ de force psionique[1].
- Son ouïe sélective lui permet de suivre un son parmi d’autres, voire de bloquer tous les sons.
- Il est enfin immunisé contre les pouvoirs de son cousin Black Tom Cassidy, comme Tom est immunisé aux siens[1].

Il est parfois équipé de micro-bombes explosives et de diverses armes à feu. Par ailleurs, son costume est conçu pour résister à la friction quand il vole dans les airs.

## Apparitions dans d'autres médias
Sauf indication contraire, les informations mentionnées dans cette section peuvent être confirmées par la base de données cinématographiques IMDb,  présente dans la section « Liens externes ».

### Cinéma
Interprété par Caleb Landry Jones dans la deuxième trilogie X-Men
- 2011 : X-Men : Le Commencement de Matthew Vaughn :

Dans ce film, le personnage est un adolescent recruté par le Professeur Xavier, au même titre que Havok, Angel Salvadore ou encore Darwin. Hank McCoy lui fabrique une combinaison avec des ailes qui lui permet de planer grâce à ses cris.
- 2014 : X-Men: Days of Future Past de Bryan Singer :

Dans ce film, il est révélé que le personnage a été tué, et que Bolivar Trask a pratiqué des expériences sur lui.

### Télévision
- 1994-1996 : X-Men (série d'animation) - doublé en anglais par Jeremy Ratchford

### Jeux vidéo
- 2005 : X-Men Legends II : L'Avènement d'Apocalypse